# Sano Manabu

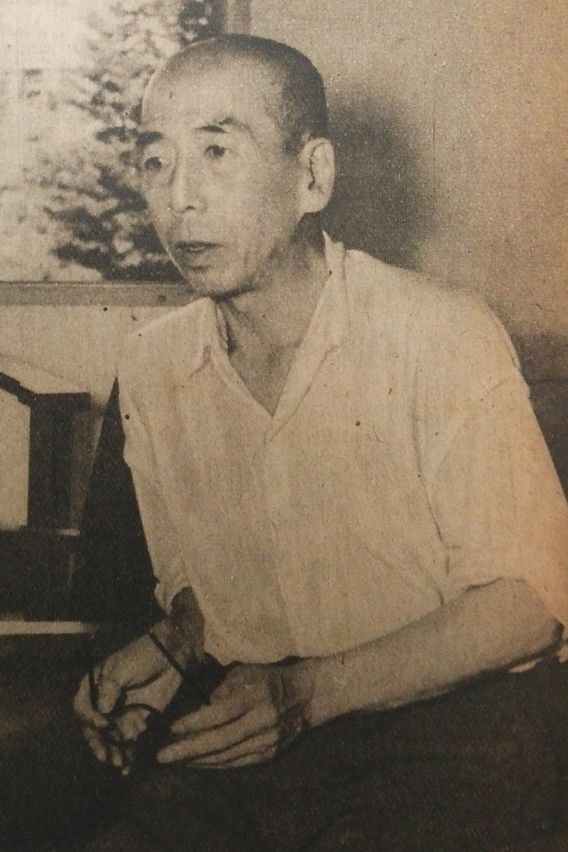
Sano Manabu

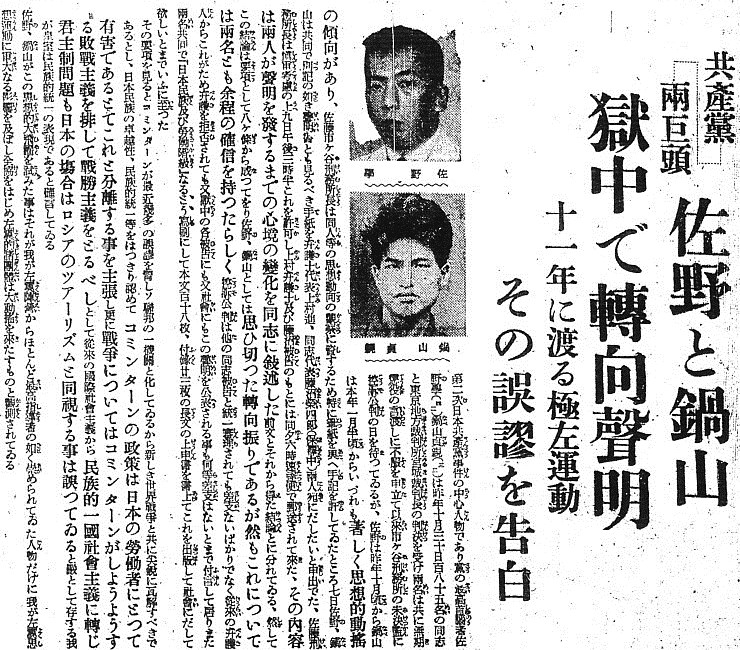
Zeitungsbericht 1933 zum Widerruf von Sano und Nabeyama

Sano Manabu (japanisch 佐野 学; geb. 22. Februar 1892 in der Präfektur Ōita; gest. 9. März 1953) war ein japanischer Wirtschaftswissenschaftler und Kommunist.

## Leben
Sano Manabu begann als Student an der Universität Tokio, sich für die sozialistische Bewegung zu interessieren und beteiligte sich an der Gründung der studentischen Gruppe „Vereinigung der Neuen“ (新人会, Shinjin-kai). 1920 erhielt er eine Stelle als Lehrbeauftragter an der Waseda-Universität. Ab 1921 war er aktive in der Arbeiterbewegung (労働総同盟, Rōdō sōdōmei), 1922 trat er in die neugegründete Kommunistische Partei Japans ein, die ihn im folgenden Jahr in die Sowjetunion als Mitglied in die Kommunistische Internationale entsandte. Nach einer Zeit in Shanghai kam Sano 1925 zurück und wurde 1927 Vorsitzender des heimischen Zentralkomitees. 1928 ging er wieder in die Sowjetunion, kurz vor dem ersten Massenarrest am 15. März von vermuteten Kommunisten. Sano wurde von den japanischen Behörden im Juni 1929 in Shanghai verhaftet und vom Gerichtshof Tokio zu lebenslanger Haft verurteilt.
Im Juni 1933 löste er sich, zusammen mit Nabeyama Sadachika (鍋山 貞親, 1901–1979), öffentlich vom Kommunismus, worauf sich eine Reihe Mitstreiter zum gleichen, Tenkō genannten, Vorgehen entschlossen. Seine Haftstrafe wurde auf 15 Jahre reduziert, er wurde 1943 entlassen und war für die japanischen Behörden in Peking tätig. Nach dem  Ende des Pazifikkriegs kehrte er als Professor an die Waseda-Universität zurück. Er gründete das „Japan Political and Economic Research Center“ und kandidierte 1947 für den Reichstag, allerdings erfolglos.
Sano hinterließ eine große Zahl von Schriften, darunter die sechsbändige Gesamtausgabe Sano Manabu-shū (佐野学集) von 1930 und die fünfbändige Sano Manabu Chosakushū (佐野学著作集) von 1957 bis 1958.